# Роктон
Роктон — деревня в округе Уиннебейго, штат Иллинойс, США.

## Демография
По данным переписи 2010 года, в деревне проживало 7 685 человек, составлявших 1 930 домохозяйств и 1 464 семьи. Плотность населения составляла 1505,5 человек на квадратный километр. В составе деревни самоопределились 91,80 % белых, 1,40 % афроамериканцев, 0,1 % коренных американцев, 1,10 % азиатов, 0,04 % жителей Тихоокеанских островов. Испаноязычные составляли 3,60 % населения независимо от иного самоопределения.